# جان كلود عثمان
جان كلود عثمان (بالفرنسية: Jean-Claude Osman)‏ (6 مارس 1947 فرنسا - ) هو لاعب كرة قدم فرنسي، يلعب كمدافع.

## مسيرته

### مسيرته مع المنتخبات الوطنية
- 1973 - 1973 لعب مع منتخب فرنسا لكرة القدم مباراة.

### مسيرته مع الأندية
- 1967 - 1978 لعب مع نادي نانت 273 مباراة سجل خلالها 9 أهداف.
- 1978 - 1979 لعب مع نادي أنجيه 12 مباراة.

## روابط خارجية
- جان كلود عثمان على موقع قاعدة بيانات كرة القدم.إي يو (الإنجليزية)
- جان كلود عثمان على موقع ناشيونال فوتبول تيمز (الإنجليزية)
- جان كلود عثمان على موقع عالم كرة القدم.نت (الإنجليزية)